# Клочихин, Леонид Михайлович
Леонид Михайлович Клочихин (1928—1991) — советский военачальник, командующий ВВС Сибирского военного округа, Заслуженный военный лётчик СССР (17.08.1970 г.), генерал-лейтенант авиации, военный лётчик 1-го класса.

## Биография
Родился в 1928 году в селе Желтура Джидинского (Жидинского) аймака (ныне Джидинский район) Бурято-Монгольской Социалистической Советской Республики (ныне Республика Бурятия).
В военные годы учился в средней школе в селе Петропавловка, что в 25 км от родного села. В школу ходил пешком. Возглавлял школьную агитационно-лыжную ученическую группу, которая ходила в населенные пункты района и в клубах её участники рассказывали о военных событиях на фронтах и давали небольшие концерты.
После окончания средней школы Леонид Михайлович работал в колхозе, затем учителем Желтуринской начальной школы и вторым секретарем Торейского районного комитета ВЛКСМ. В 1948 году по комсомольской путевке направлен в Сталинградское военно-авиационное училище лётчиков в Новосибирске. После успешного окончания военного училища в звании лейтенанта женился и был направлен для прохождения военной службы на Сахалин.
В составе полка принимал участие в войне в Корее. Продолжал службу на должностях летчика, старшего летчика и командира звена в Дальневосточном округе. С 1962 по 1972 годы проходил службу в Прикарпатском военном округе на должностях от командира звена до командира авиационной дивизии. Окончил Военно-воздушную инженерную академию имени Н. Е. Жуковского.
C 1973 года исполнял обязанности заместителя командующего 73-й воздушной армии Среднеазиатского военного округа по боевой подготовке. С 1974 года — в командировке во Вьетнаме, принимал участие в Войне во Вьетнаме. В 1975—1977 годах — первый заместитель командующего 76-й воздушной армии в Ленинградском военном округе. В 1978—1979 годах находился в командировке в Сирии на должности военного советника командующего ВВС и ПВО Вооруженных Сил Сирийской Арабской Республики. В 1980 году назначен на должность командующего ВВС Сибирского военного округа. С 1981 года — начальник управления кадров ВВС. С 1985 года был назначен на должность начальника кафедры тактики и оперативного искусства Военно-воздушной инженерной академии им. проф. Н. Е. Жуковского. В 1987 году уволен из Вооруженных сил в запас.
Проживал в Москве. Умер в 1991 году. Похоронен г. Москва Троекуровское кладбище.

## Семья
Был женат. В браке два сына: Владимир и Олег.

## Награды
Награждён орденами Октябрьской Революции, Красной Звезды, «За службу Родине в Вооруженных Силах СССР» 3 степени и рядом медалей. Награждён иностранными наградами: Медаль «За боевые заслуги» (Монголия).

## Квалификация, звания и премии
- Генерал-майор авиации (20.05.1971 г.)[3];
- Генерал-лейтенант авиации (16.02.1979 г.)[3];
- Заслуженный военный лётчик СССР — Указ Президиума ВС СССР № 344 от 17.08.1970 г.;
- Военный лётчик 1-го класса.

## Память
- В честь Л. М. Клочихина постановлением Администрации района от 29 мая 1995 года № 160 названа улица в селе Петропавловка Джидинского районе Республики Бурятия.